# Asociația Federațiilor Sportive Internaționale recunoscute de CIO
Asociația Federațiilor Sportive Internaționale recunoscute de CIO (în engleză Association of the IOC Recognised International Sports Federations ARISF) este autoritatea mondială care regrupează toate federațiile sportive internaționale recunoscute CIO. Este o organizație neguvernamentală, non-profit, nediscriminatorie, constituită prin și recunoscută de Comitetul Olimpic Internațional.

## Misiune și obiective
Misunile ARISF sunt următoarele:
- Să unească, să promoveze, să reprezinte și să sprijine federațiile sportive internaționale recunoscute de CIO în atingerea obiectivelor lor, să-și coordoneze interesele și scopurile comune, păstrându-și în același timp autonomia, într-un mediu sportiv în schimbare.
- Să aducă o voce puternică din partea membrilor săi în dialog cu CIO și GAISF pentru a le susține obiectivele, pentru a coordona schimbul de cunoștințe și pentru a servi și educa membrii săi cu privire la problemele actuale ale mișcării sportive mai largi.

Obiectivele strategice:
- Îmbunătățirea relațiilor cu părțile interesate cheie ale Mișcării Olimpice.
- Creșterea serviciilor oferite membrilor ARISF, în cooperare cu GAISF și CIO, pentru a-i ajuta să își atingă obiectivele.
- Dezvoltarea un model operațional și de guvernanță durabil pentru a promova cele mai bune practici globale în rândul comunității ARISF.

## Consiliul ARISF
Consiliul ARISF este compus din:
| Rol                | Nume              | Țară                       | Federația sportivă                            |
| ------------------ | ----------------- | -------------------------- | --------------------------------------------- |
| Președinte         | Raffaele Chiulli  | Italia                     | Uniunea Internațională a Sportrilor Nautice   |
| Vicepreședinte     | Fernando Aguerre  | Argentina                  | Asociația Internațională de surfing           |
| Secretar general   | Riccardo Fraccari | Italia                     | Confederația Mondială de Baseball și Softball |
| Membri consiliului | Keith D. Calkins  | Statele Unite ale Americii | Federația Internațională de Racquetball       |
| Membri consiliului | Clare Briegal     | Regatul Unit               | World Netball                                 |
| Membri consiliului | Anna Arzhanova    | Rusia                      | Confederația Mondială de Sporturi subacvatice |

## Membri
Următoarele 42 de organisme de conducere sunt membre ale ARISF.
| Sport                           | Federație                                                      | Site-ul web                                                          |
| ------------------------------- | -------------------------------------------------------------- | -------------------------------------------------------------------- |
| Sporturi aeriene                | Federația Aeronautică Internațională (FAI)                     | FAI.org                                                              |
| Fotbal american                 | Federația Internațională de Fotbal American (IFAF)             | IFAF.org                                                             |
| Automobilism                    | Federația Internațională de Automobilism (FIA)                 | FIA.com                                                              |
| Bandy                           | Federația Internațională a Bandy (FIB)                         | InternationalBandy.com Arhivat în 22 iunie 2009, la Wayback Machine. |
| Baseball, Softball,și Baseball5 | Confederația Mondială de Baseball și Softball (WBSC)           | wbsc.org                                                             |
| Biliard                         | Confederația Mondială a Sporturilor de Biliard (WCBS)          | Billiard-WCBS.org                                                    |
| Boules                          | Confédération Mondiale des Sports de Boules (CMSB)             | CMSBoules.org;                                                       |
| Bowling                         | Federația Internațională Bowling (IBF)                         | bowling.sport                                                        |
| Bridge                          | Federația Mondială de Bridge (WBF)                             | WorldBridge.org                                                      |
| Cheerleading                    | International Cheer Union (ICU)                                | CheerUnion.org                                                       |
| Șah                             | Federația Internațională de Șah (FIDE)                         | FIDE.com                                                             |
| Cricket                         | Consiliul Internațional de Cricket (ICC)                       | ICC-Cricket.com                                                      |
| Dans sportiv                    | Federația Mondială de Dans Sportiv (WDSF)                      | WorldDanceSport.org                                                  |
| Floorball                       | Federația Internațională de Floorball (IFF)                    | Floorball.org                                                        |
| Disc zburător                   | Federația Internațională de Disc Zburător (WFDF)               | WFDF.org                                                             |
| Sporturi de gheață              | International Federation Icestocksport (IFI)                   | Icestocksport.com                                                    |
| Karate                          | Federația Mondială de Karate (WKF)                             | WKF.net                                                              |
| Kickboxing                      | Asociația Mondială a Organizațiilor de Kickboxing (WAKO)       | WAKO.sport                                                           |
| Korfball                        | Federația Internațională de Korfball (IKF)                     | IKF.org                                                              |
| Lacrosse                        | World Lacrosse (WL)                                            |                                                                      |
| Lifesaving                      | Federația Internațională de Life Saving (ILSF)                 | ILSF                                                                 |
| Motociclism                     | Federația Internațională de Motociclism (FIM)                  | FIM-live.com                                                         |
| Alpinism                        | Uniunea Internațională a Asociațiilor de Alpinism (UIAA)       | TheUIAA.org                                                          |
| Muay Thai                       | Federația Internațională a Amatorilor de Muaythai (IFMA)       | IFMAMuayThai Arhivat în 15 februarie 2020, la Wayback Machine.       |
| Netball                         | Federația Internațională de Netball (INF)                      | Netball.org                                                          |
| Orientare                       | Federația Internațională de Orientare (IOF)                    | Orienteering.org                                                     |
| Minge Bască                     | Federația Internațională de Minge Bască (FIPV)                 | FIPV.net                                                             |
| Polo călare                     | Federația Internațională de Polo Călare]] (FIP)                | FIPPolo.com                                                          |
| Racquetball                     | Federația Internațională de Racquetball (IRF)                  | InternationalRacquetball.com                                         |
| Roller Sports                   | World Skate (WS)                                               | Worldskate.org                                                       |
| Sambo                           | Federația Internațională de Sambo (FIAS)                       | Sambo.sport                                                          |
| Schi alpininism                 | Federația Internațională de Schi-alpinism (ISMF)               | ISMF-Ski.org                                                         |
| Escaladă sportivă               | Federația Internațională de Escaladă Sportivă (IFSC)           | IFSC-Climbing.org                                                    |
| Squash                          | Federația Mondială de Squash (WSF)                             | WorldSquash.org                                                      |
| Sumo                            | Federația Internațională de Sumo (IFS)                         | AmateurSumo.com                                                      |
| Surfing                         | Asociația Internațională de Surfing (ISA)                      | ISASurf.org                                                          |
| Lupta cu odgonul                | Federația Internațională de Lupta cu odgonul (TWIF)            | TugOfWar-TWIF.org                                                    |
| Sporturi subacvatice            | Confederația Mondială de Sporturi subacvatice (CMAS)           | CMAS.org                                                             |
| Sporturi Universitare           | Federația Internațională Sporturi Universitare (FISU)          | FISU.net                                                             |
| Schi nautic                     | Federația Internațională de Schi nautic și Wakeboarding (IWWF) | IWSF.com                                                             |
| Wushu                           | Federația Internațională de Wushu (IWUF)                       | IWUF.org                                                             |